# Клавдий Мамертин
Клавдий Мамертин (лат. Claudius Mamertinus) — римский политик, оратор и консул второй половины IV века.

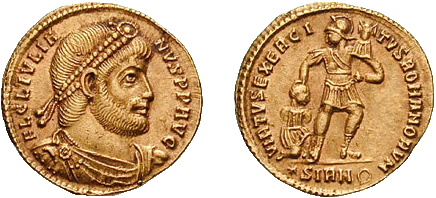
Монеты Юлиана Отступника

## Биография
Сделал карьеру при императоре Юлиане. После своего прихода к власти (в 361 году) Юлиан назначил Мамертина заведовать финансами и в том же году дал ему пост префекта претория Иллирика.
В 362 году Юлиан, дабы упрочить своё положение в борьбе с Констанцием II, дал титул консула двум варварам — Мамертину (представителю гражданской администрации) и Флавию Невитте (представителю армии). За предоставление высшего титула в империи варварам Юлиан критиковался даже его горячим сторонником историком Аммианом Марцеллином. 1 января того же года он выступил с панегириком в Константинополе, благодаря императора за новую должность. Текст этого панегирика сохранился в сборнике Panegyrici Latini. После победы над Констанцием Юлиан включил Мамертина в состав Халкидонской комиссии, расследовавшей деятельность бывших приближенных Констанция.
С 361 по 364 был префектом претория Италии, Африки и Иллирии. Известно, что в 364 году Иллирик недолгое время был самостоятельной префектурой под управлением Секста Петрония Проба, однако с конца 364 г. Мамертин вновь значится как префект Италии, Африки и Иллирии. Его коллегами по префектуре были — на Востоке Сатурний Саллютий, в Галлии — Децимий Германиан.
После гибели Юлиана, в 365 году, против Мамертина было возбуждено обвинение в казнокрадстве после того, как тот вернулся из Рима, куда ездил по служебным делам. Мамертин был лишен должности, его преемником на посту стал Вулкаций Руфин (Аммиан Марцеллин в своей «Истории» ошибочно датирует это событие 367 годом).
Годы жизни Мамертина неизвестны, но в 362 году он был уже пожилым человеком.
В Кодексе Феодосия осталось множество законов, адресованных Мамертину.